# Cabane de la Vall del Riu
La cabane de la Vall del Riu (Cabana de la Vall del Riu) est un refuge d'Andorre situé dans la paroisse de Canillo à une altitude de 2 160 m.

## Randonnée
Inauguré en 1981 et propriété du Govern d'Andorra, le refuge est ouvert toute l'année, et possède une capacité d'accueil de 10 personnes,.
Le refuge est accessible depuis Ransol. Il est situé à proximité du riu de la Vall del Riu, au pied du pic de l'Estanyó (2 915 m,), du pic de les Fonts (2 757 m) et du pic de Torradella (2 543 m).
L'estany Gran de la Vall del Riu, accessible depuis le refuge est à environ (1 km à l'ouest).

Carte des principaux chemins de randonnée et refuges d'Andorre.
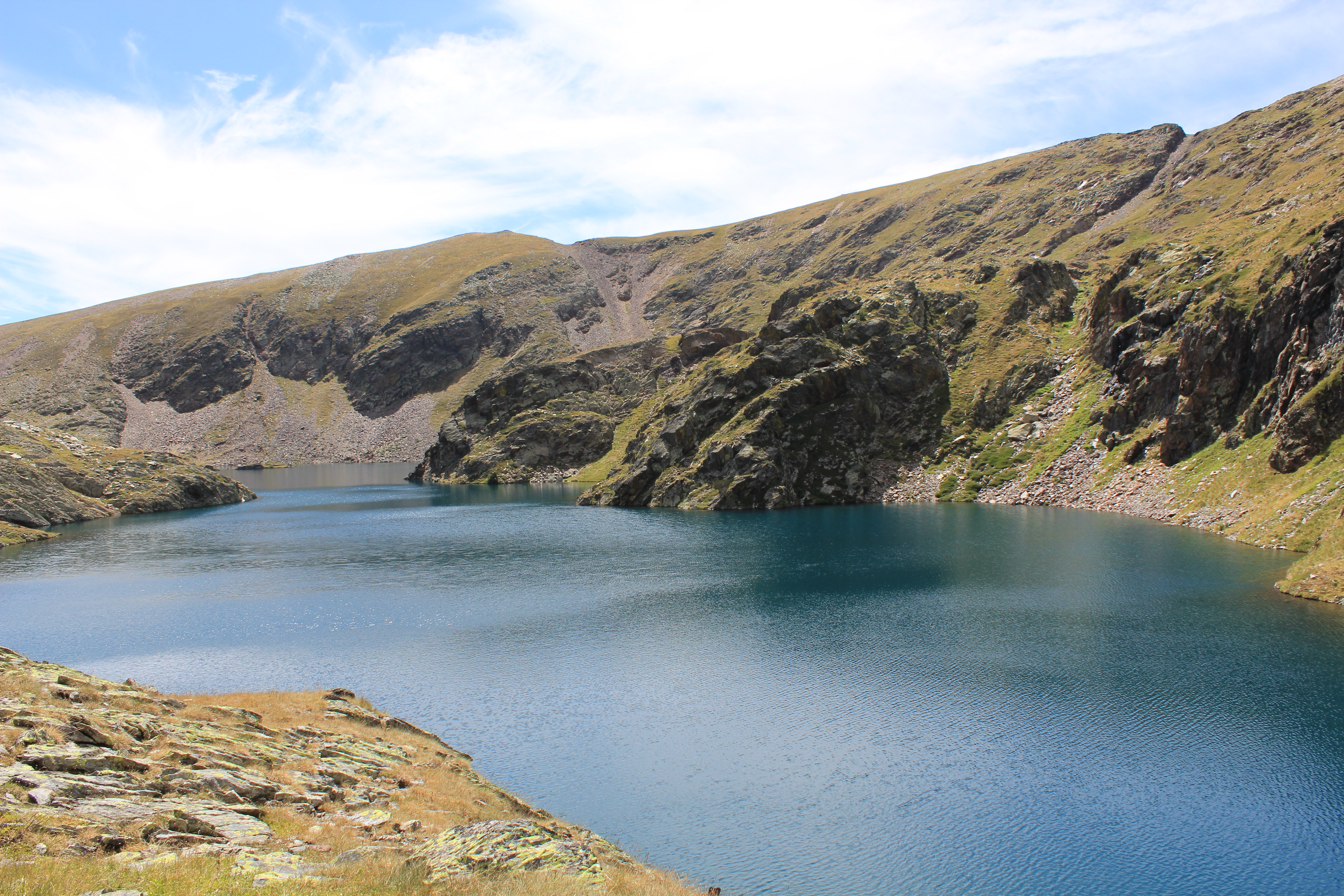
L'estany Gran de la Vall del Riu.

## Toponymie
Cabana désigne en catalan une « cabane » construite par les bergers dans les estives. Vall désigne en catalan une « vallée » et dérive du latin vallis,. Riu désigne en catalan un « cours d'eau », une « rivière » et provient du latin rivus de même sens,. La cabana de la Vall del Riu est littéralement la « cabane de la vallée de la rivière ».